# (7249) 1992 SN
A (7249) 1992 SN a Naprendszer kisbolygóövében található aszteroida. Sugie, A. fedezte fel 1992. szeptember 26-án.